# Thierry Ascione
Thierry Ascione (ur. 17 stycznia 1981 w Villeurbanne) – francuski tenisista.

## Kariera tenisowa
W latach 2000–2010 Francuz występował w gronie profesjonalistów, wygrywając przez ten okres 8 turniejów rangi ATP Challenger Tour w grze pojedynczej.
Najwyżej w rankingu ATP singlistów zajmował 81. miejsce (9 lutego 2004), a w rankingu deblistów 140. pozycję (3 maja 2004).

### Gra pojedyncza (8)
| Nr | Rok  | Turniej            | Nawierzchnia | Przeciwnik w finale      | Wynik finału  |
| 1. | 2003 | Andrézieux         | Twarda       | Karol Beck               | 6:4, 6:2      |
| 2. | 2003 | Helsinki           | Ceglana      | Igor Andriejew           | 2:6, 6:1, 6:3 |
| 3. | 2005 | Andrézieux         | Twarda       | Stanislas Wawrinka       | 6:1, 6:3      |
| 4. | 2005 | Reggio nell’Emilia | Ceglana      | Martín Vassallo Argüello | 6:3, 6:0      |
| 5. | 2005 | Bronx              | Twarda       | Brian Vahaly             | 6:2, 6:3      |
| 6. | 2007 | Rzym               | Ceglana      | Victor Crivoi            | 6:3, 6:3      |
| 7. | 2007 | Andrézieux         | Twarda       | José Acasuso             | 7:6, 2:6, 6:2 |
| 8. | 2008 | Cherbourg          | Twarda       | Kristian Pless           | 7:5, 7:6      |